# Testes de convergência
Na matemática, os testes de convergência são métodos para confirmar e testar a convergência, convergência condicional, convergência absoluta, intervalo de convergência ou divergência de uma série infinita {\displaystyle \sum _{n=1}^{\infty }a_{n}} .

## Lista de testes

### Limite da soma
Se o limite da soma for indefinido ou diferente de zero, isso é {\displaystyle \lim _{n\to \infty }a_{n}\neq 0}, então a série deve divergir. Nesse sentido, as somas parciais são de Cauchy apenas se esse limite existir e for igual a zero. O teste é inconclusivo se o limite da soma for zero.

### Teste de razão
Isso também é conhecido como critério de D'Alembert .
Suponha que existe {\displaystyle r} de tal modo que
{\displaystyle \lim _{n\to \infty }\left|{\frac {a_{n+1}}{a_{n}}}\right|=r.}
Se r <1, a série é absolutamente convergente. Se r > 1, então a série diverge. Se r = 1, o teste de razão é inconclusivo e as séries podem convergir.

### Teste de raiz
Este teste também é conhecido como o n-ésimo teste de raiz ou critério de Cauchy.
Seja:
{\displaystyle r=\limsup _{n\to \infty }{\sqrt[{n}]{|a_{n}|}},}
Onde {\displaystyle \limsup } denota o limite superior (possivelmente {\displaystyle \infty } ; se o limite existe, é o mesmo valor).
Se r <1, a série converge. Se r > 1, então a série diverge. Se r = 1, o teste de raiz é inconclusivo e a série pode convergir ou divergir.
O teste de raiz é mais forte do que o teste de razão uma vez que sempre que o teste de razão determina a convergência ou divergência de uma série infinita, o teste de raiz também, mas não o contrário.
Por exemplo, para a série
1 + 1 + 0,5 + 0,5 + 0,25 + 0,25 + 0,125 + 0,125 + ... = 4
Vemos que a convergência decorre do teste de raiz, mas não do teste de razão.

### Teste da integral
A série pode ser comparada a uma integral para estabelecer convergência ou divergência. Considerando {\displaystyle f:[1,\infty )\to \mathbb {R} _{+}} sendo uma função não negativa e monotonicamente decrescente, de modo que {\displaystyle f(n)=a_{n}} .
E se
{\displaystyle \int _{1}^{\infty }f(x)\,dx=\lim _{t\to \infty }\int _{1}^{t}f(x)\,dx<\infty ,}
então a série converge. De maneira análoga, se a integral diverge, a série também diverge.
Em outras palavras, a série {\displaystyle {a_{n}}} converge se e somente se a integral convergir.

### Teste da comparação direta
Se a série {\displaystyle \sum _{n=1}^{\infty }b_{n}} é uma série absolutamente convergente e {\displaystyle |a_{n}|\leq |b_{n}|} para n suficientemente grande, então a série {\displaystyle \sum _{n=1}^{\infty }a_{n}} converge absolutamente.

### Teste da comparação no limite
Se {\displaystyle \{a_{n}\},\{b_{n}\}>0}, (ou seja, cada elemento das duas sequências é positivo) e o limite {\displaystyle \lim _{n\to \infty }{\frac {a_{n}}{b_{n}}}} existe, é finito e diferente de zero, então {\displaystyle \sum _{n=1}^{\infty }a_{n}} diverge se e somente se {\displaystyle \sum _{n=1}^{\infty }b_{n}} diverge.

### Teste de condensação de Cauchy
Seja {\displaystyle \left\{a_{n}\right\}} uma sequência positiva não crescente. Então a soma {\displaystyle A=\sum _{n=1}^{\infty }a_{n}} converge se e somente se a soma {\displaystyle A^{*}=\sum _{n=0}^{\infty }2^{n}a_{2^{n}}} converge. Além disso, se eles convergirem, então {\displaystyle A\leq A^{*}\leq 2A} é válida.

### Teste de Abel
Suponha que as seguintes afirmações sejam verdadeiras:
1. {\displaystyle \sum a_{n}} é uma série convergente,
2. {\displaystyle \left\{b_{n}\right\}} é uma sequência monotônica, e
3. {\displaystyle \left\{b_{n}\right\}} é limitado.

Então {\displaystyle \sum a_{n}b_{n}} também é convergente.

### Teste da série alternada
Esse teste também é conhecido como o critério de Leibniz.
Suponha que os seguintes postulados:
1. {\displaystyle \lim _{n\to \infty }a_{n}=0} ,
2. para cada n, {\displaystyle a_{n+1}\leq a_{n}}

Então {\displaystyle \sum _{n=k}^{\infty }(-1)^{n}a_{n}} e {\displaystyle \sum _{n=k}^{\infty }(-1)^{n+1}a_{n}} são séries convergentes.

## Exemplos
Considere a série
{\displaystyle (*)\;\;\;\sum _{n=1}^{\infty }{\frac {1}{n^{\alpha }}}.}
O teste de condensação de Cauchy implica que (*) é finitamente convergente se
{\displaystyle (**)\;\;\;\sum _{n=1}^{\infty }2^{n}\left({\frac {1}{2^{n}}}\right)^{\alpha }}
é finitamente convergente. Uma vez que
{\displaystyle \sum _{n=1}^{\infty }2^{n}\left({\frac {1}{2^{n}}}\right)^{\alpha }=\sum _{n=1}^{\infty }2^{n-n\alpha }=\sum _{n=1}^{\infty }2^{(1-\alpha )n}}
(**) é uma série geométrica com razão {\displaystyle 2^{(1-\alpha )}} . (**) é finitamente convergente se sua proporção for menor que um (a saber {\displaystyle \alpha >1} ) Assim, (*) é finitamente convergente se e somente se {\displaystyle \alpha >1} .

## Convergência de produtos
Embora a maioria dos testes lide com a convergência de séries infinitas, eles também podem ser usados para mostrar a convergência ou divergência de produtos infinitos. Isso pode ser alcançado usando o seguinte teorema: Considere {\displaystyle \left\{a_{n}\right\}_{n=1}^{\infty }} como uma sequência de números positivos. Então o produto infinito {\displaystyle \prod _{n=1}^{\infty }(1+a_{n})} converge se e somente se a série {\displaystyle \sum _{n=1}^{\infty }a_{n}} converge. Da mesma forma, se {\displaystyle 0<a_{n}<1} é válida então {\displaystyle \prod _{n=1}^{\infty }(1-a_{n})} aproxima-se de um limite diferente de zero se e somente se a série {\displaystyle \sum _{n=1}^{\infty }a_{n}} converge.
Isso pode ser provado tomando o logaritmo do produto e usando o teste de comparação no limite.